# Masonna
Masonna (születési neve: Jamazaki Takusi) (Mijazu, Kiotó prefektúra, 1966. november 16. –) japán zajzenész.  
A Masonna (japánul: マゾンナ) a "mazochista" és a "nő" szavak keresztezése, illetve szójáték Madonna nevével is. A "Masonna" nevet időnként rövidítésként is használja, a "Mademoiselle Anne Sanglante Ou Notre Nymphomanie Auréolé" (japánul: 血まみれのアンヌ嬢・若しくは・我等がニンフォマニアが・後光に包まれる) vagy a "Mystic Another Selection Of Nurses Naked Anthology" rövidítéseként. A "Masonna" név továbbá a zenei projektjére is utal.
További nevei: Jamazaki Mazo (Maso Yamazaki, 山崎マゾ) és Space Machine. Space Machine néven antik szintetizátort használ, ez a név az ő szintetizátor alapú pszichedelikus szóló projektjére utal. 2018 óta Controlled Death néven is jelentet meg zenét. A "japanoise" (japán zaj) műfaj jelentős alakjának számít, Merzbow-val együtt. Tagja a "Christine 23 Onna" nevű pszichedelikus rock együttesnek is.

## Életrajza
Elmondása szerint a zajzene akkor kezdte érdekelni, amikor gyerekkorában hallotta a pusztítás hangjait a televízióban. A japán zajzenével viszont akkor ismerkedett meg, amikor hallotta a Hanatarash együttes debütáló nagylemezét, ami akkoriban nem volt rá nagy hatással. Később, amikor a Nord nevű tokiói zaj együttes LSD című lemezét hallotta (amiről azt hitte, hogy az LSD a zenekar neve), akkor kezdte igazán érdekelni a zajzene (angolul: noise music).
Zenéjére nagy hatással volt a pszichedelikus zene, illetve kedveli az avantgárd filmeket, és nagy rajongója Captain Beefheartnak.

## Diszkográfia
Szólóalbumai:
- Shinsen Na Clitoris (1990)
- Mademoiselle Anne Sanglante Ou Notre Nymphomanie Aureole (1993)
- Noskl in Ana (1994)
- Super Compact Disc (1995)
- Noisextra (1995)
- Ejaculation Generater (1996)
- Inner Mind Mystique (1996)
- Hyper Chaotic (1996)
- Freak-Out Electrolyze (1997)
- Spectrum Ripper (1998)
- Frequency L.S.D. (1998)
- Vestal Spacy Ritual (1999)
- Beauty Beast (1999)
- Shock Rock (2002)